# Centre Olímpic de Vela d'Hàgios Kosmàs
El Centre Olímpic de Vela d'Hàgios Kosmàs (en grec: Ολυμπιακό Κέντρο Ιστιοπλοΐας Αγίου Κοσμά ) és un port esportiu de vela construït al sud de la ciutat d'Atenes (Grècia).
El centre esportiu fou inaugurat el 2 d'agost de 2004 per ser seu de la competició de vela durant els Jocs Olímpics d'Estiu de 2004 realitzats a Atenes. El centre té una capacitat per a 1.600 persones assegudes.
En finalitzar els Jocs Olímpics el centre passà a mans privades i és utilitzat com a port esportiu, fet que ha revitalitzat el front marítim de la ciutat d'Atenes.